# 제44회 모스크바 국제 영화제
제44회 모스크바 국제 영화제는 2022년 8월 26일에 열린 시상식이다.

## 수상 및 후보

### 심사위원특별상
- 노 프리어 어포인트먼트 - 베루즈 쇼아이비 수상

### 심사위원특별상(실버)
- 디 인스팅트 - 주보라지 샤민 수상

### 여우주연상
- 노 프리어 어포인트먼트 - 페가 아한가라니 수상

### 남우주연상
- 더 보이스 크라잉 인 더 와일더니스 - 코스텔 카스카발 수상

### 감독상
- 더 비헤딩 오브 에스티 존 더 밥티스트 - 시니저 크베틱 수상

### 베스트 다큐멘터리상
- 더 홀리 아키펠라고 - 세르게이 데비즈헤프 수상

### 베스트 단편영화상
- 브리즈 - 하미드레자 가제미 수상

### 러시아영화작품상(경쟁)
- 인텐시브 케어 - 표트르 토도로프스키 수상

### 특별언급
- 케스 - 보리스 아코포프 수상

### 월드시네마 공로상
- 에두아르 아르테미에브 수상

### 경쟁부문
- 노 프리어 어포인트먼트 - 베루즈 쇼아이비
- 카멜 웨이 - 버탤리 서슬린
- 더 보이스 크라잉 인 더 와일더니스 - 시프리안 메가
- 베지테이블 가든 - 라리사 사딜로바
- 바벨 카펜터스 - 폴-안토니 밀레
- 더 비지터 - 마르틴 불로크
- 더 저니 오브 마스톨나 - 첸 밍 지 랴오
- 마리야. 더 오션 엔젤 - 아루나 자야와르다나
- 더 하이브스 - 루이스 바수르토
- 유스 - 드미트리 다비도프
- 어 호프 - 우밋 코어켄
- 더 비헤딩 오브 에스티 존 더 밥티스트 - 시니저 크베틱
- 디 인스팅트 - 주보라지 샤민

### 단편경쟁
- 아이스 크림. 아이스 크림 - 스티브 프레모
- 뮤직 온 유어 피트 - 소피 다 코스타
- 오늘 하루도 무사히. - 박재현
- А - 타티아나 주코바
- 1/4 안테 메리디엠 - 알렉스 노펠
- 브리즈 - 하미드레자 가제미
- 윌카위와 (더 세크레이드 파이어 오브 더 데드) - 파벨 케베도 울라우리
- 마사 - 아미타이 하윤 외 1명
- 더 그린 필드 - 타이니스탄 테미르자누울루
- 숨을 멈춰 - 밀라드 나심 소반
- 얼론 투게더 - 아글라자 필리포비치
- 더 스테인 - 아그라자 로페즈 알바
- 디 어라이벌 오브 에이리언 - 전지 람 외 1명
- 몰스 - 반자 빅터 카비르 토골라
- 바이팅 샌드 - 안나 골렌코
- 성수 - 산토시 싱 외 1명
- 스위트 메리, 웨어 디드 유 고? - 마이클 크래토치빌
- 더블 플랜트 씨어리 - 사벨리 오사드키

### 다큐멘터리 경쟁
- 에잇틴 사우전드 피트 - 메흐디 샤흐모함마디
- 화이트 나이트 - 요로틀 알바라도 외 1명
- 도쿄 자이언트: 더 레전드 오브 빅토르 스타핀 - 차브다르 게오르기예프
- 디 원 아이 러브... - 안나 버거
- 라쇼몽 홍콩 - 말콤 클라크
- 더 라킹 바리톤 - 베르트랑 노르망
- 버닝 아이스 - 류 한샹
- 더 랜드 오브 그레이트 오퍼튜니티스 - 안드레이 아나닌
- 콰르텟 - 니키타 스타슈케비치
- 더 홀리 아키펠라고 - 세르게이 데비즈헤프
- 펠리니 앤 더 쉐도우 - 캐서린 맥길브레이

### 러시안 프리미어 경쟁
- F20 - 알세니 게라시모프
- 잔나 - 콘스탄틴 스타츠스키
- 인텐시브 케어 - 표트르 토도로프스키
- 미쿠라이 - 일샤트 라힘베이
- 페트로폴리스 - 발레리 포킨
- 어 시밀러 맨 - 세묜 세르진
- 케스 - 보리스 아코포프

### 특별상영
- 체카고 - 니콜라이 브리코프
- 아프가니스탄. 엣지 오브 워 - 에고 크리모비치
- 더 두바이 스토리: 비하인드 더 신스 오브 월드 체스 - 티무르 블리
- 더 필름 댓 웬트 롱 - 니키타 미할코프
- 미래에서 온 방문자 - 프랑솨 데크라크
- 거버넌스 - 마이클 J. 잠피노
- 프랜치 마스터 - 유수프 라지코프
- 컨테이너 - 알렉세이 랴피체프
- 무리나 - 안토네타 알라마트 쿠시야노비치
- 더 박스 - 로렌조 비가스

### 마스터
- 브라더 앤 시스터 - 아르노 데스플레생
- 포에버 영 - 발레리아 브루니 테데스키
- 돈 주앙 - 세르쥬 보종
- 어나더 월드 - 스테판 브리제
- 보스 사이드 오브 더 블레이드 - 클레어 드니
- 파리의 도적 - 루이 말
- 미시시피의 인어 - 프랑수아 트뤼포

### 러시아의 발자취
- 블랙 투 유에스에스알 - 다리아 다 콘시오
- 래틀드! - 브라이언 C. 왓킨스
- 러시안 온 마리엔플라츠 - 바흐탕기 후부티아 외 1명
- 어 젠틀 스피릿 - 나타샤 크냐제바
- 이매드 앤 투바스 로맨티시즘 - 카베 사바그자데
- 사르다르 우드함 - 수지트 서카
- 썸머 엔드 순 - 야나 스코피나
- 더 문 파크 - 리 시다

### 더 써드 에이지
- 나인 힐스 원 밸리 - 하오밤 파반 쿠마르
- 카르마 - 파익 정
- 마만 - 아라쉬 아니세
- 싱잉 온 더 루프탑스 - 엔릭 리베스
- 앨덜리 피플 리빙 얼론 - 빈 우

### 자유로운 사고
- 206: 사라지지 않는 - 허철녕
- 레인 앤 불렛스 - 모르테자 페이셰나
- 마르크스 캔 웨이트 - 마르코 벨로치오
- 대자연 - 아르타바즈드 펠레시안
- 에아미 - 파스 엔시나

### 디스커버리 오브 아메리카
- 코어절리 유어스 - 에마 라바키
- 힐다스 쇼트 썸머 - 어거스틴 반체로
- 누도 믹스테코 - 엔젤레스 크루즈
- 파울라 - 플로렌시아 웨브
- 로자 - 안드레스 로드리게스
- 머신 포 더 아우라 - 나후엘 마티아스 서넥 외 1명
- 쉬 앤드 아이 - 구스타보 로사 데 모우라

### 에피소드 원
- 아르칸 - 예르가지 베길리코프
- 비트윈 더 라인스 - 보리스 아코포프
- 더 드리머스 - 마이컬 차이님 아잌
- 로켓 보이즈 - 어브헤이 파누
- 이코트카 워크-인-프로그레스 - 디나르 가리포프
- 샤맨 - 러스탐 모사피르
- 스포츠 크라임 - 다니엘라 스칼리아

### 숏 세트
- 아델 - 카예타노 곤살레스
- 홀드 온 리틀 샤크 - 탄 유 군
- 디스패쳐스 - 에이터 퍼딜러
- 롤러 타는 날 - 에밀리아 허브스트
- 더 디피스트 샐베이션 - 찬 혼 화
- 티어스 오브 서브후티 - 팡 웨이 하오
- 디 아더 우먼 - 게리 가나니안
- 준 - 그레고리 그래슬린
- ETC. - 파블로 밀런
- 솔로 - 애넛 아이전버그
- 소타벤토 - 마르코 살라베리아 헤르난데스
- 스트레인지 월드 - 우생 아일라구노
- 일리아스 - 빈센트 고셀린
- 코다 - 피라
- 더 베스트 - 일리아스 둘리스
- 더 스크립트 - 프랑카 브라운
- 사일런트 토크 - 렌드로 아리오
- 더 블랙 쉽 - 빈센트 정
- 더 씨 - 엘레나 수리나
- 모스 - 제레미 모쿠어
- 블랙 레인보우 - 지그 듈레이
- 디스 이즈 더 라스트 타임 아임 두잉 디스 - 소리나 가예프스키
- 아일 스테이 히어 - 마이라 에르모실로
- 더 마크드 쉽 - 가오샹 궁

### 타이거스 앤 드래곤스
- 세이레 - 박강
- 워커 - 조엘 라망간
- 낭만적 공장 - 조은성
- 글로리어스 - 워타아루 쉬바터
- 케 레 치아오 - 츄 일리
- 론 울프 - 슌지 무구루마
- 둠둠 - 정원희
- 앰네시악 러브 - 와타루 히라나미
- 페어웰 베이징 - 시시 카오
- 어 맨 오브 더 피플 - 레이 쟌흐

### 페스티발 칵테일
- 디 아더 톰 - 로라 산툴로 외 1명
- 메두사 - 애니타 호샤 다 실베이라
- 주니퍼 - 매튜 세빌
- 더 라디오 아마추어 - 이케르 엘로리에타
- 혹스 머핀 - 크리슈넨두 칼레시
- 더 임플로이어 앤드 더 임폴로이 - 마누엘 니에토
- 팩 오브 쉽 - 드미트리스 카넬로풀로스
- 스윗 디재스터 - 로라 레무스

### 블록버스터스 프롬 어라운더 더 월드
- 더 배틀 앳 레이크 창진 - 임초현 외 2명
- 더 배틀 앳 레이크 창진 II - 서극
- 가기 - 가우담 라마찬드런
- 러브 이즈 컬러블라인드 - 잔 레드 디 가르시아
- 리빙 인 본디지: 브레이킹 프리 - 램지 노아
- 헬로, 러브, 굿바이 - 캐시 가르시아 몰리나
- 오모 게토 - 더 사가 - 압둘라시드 벨로 외 1명
- 킹 오브 띠브스 - 톱 아데바요 외 1명
- 프라퍼테스 - 니이 아킨몰라얀
- 푸쉬파 더 라이즈: 파트 1 - 수쿠마르 반드레디

### 어라운드 더 월드 인 8 데이즈
- 크림 인 마이 커피 - 올군 오즈데미르
- 태양에 가까이 - 벤자민 란쿨레
- 스노우 화이트 디에스 앳 디 앤드 - 크리스티잔 리스트스키
- 더 베리 라스트 모닝 - 시프리안 메가
- 그래스 라이징 - 어말 누샤드
- 고스트 아일랜드 - 로우먼 툴로니
- 어 크로싱 인 더 데저트 - 하드지-알렉산더 쥬로빅
- 다크 블루 나이트 - 무하멧 카키랄
- 쿠스리야르 가는 길 - 바랏 미를
- 주라리 - 헤익 오어디언
- 더 게임 - 아나 라자레비치
- 애플데이 - 마흐무드 가파리
- 포웨이 - 쿨딥 파텔

### 페르시아 영화
- 더 콘트러리 루트 - 아볼파즐 잘릴리
- 울프 컵스 오브 더 애플 밸리 - 페레이둔 나자피
- 바닷마을 소년들 - 아프신 하시미 외 1명

### 페르시아 단편영화
- 더 파일란 - 바박 모스타파비
- 두알파 - 모하마드 레자 모라디
- 패션 - 파르디나 안사리
- 더 세이비어 - 소헤일라 푸어 모하마디

### 와일드 나이트
- 곡비 - 로버트 자바즈
- 해왕성 로맨스 - 아니시아 우제이먼 외 1명
- 음모론의 단서 - 저스틴 벤슨
- 폴라리스 - 커스틴 카슈
- 스토얀 - 로베르토 루이즈 세스페데스
- 조시아가 본 것 - 빈센트 그래쇼
- 더 아일랜드 오브 로스트 걸스 - 앤 마리 외 1명
- 미드나이트 - 권오승
- #블루_웨일 - 안나 자이체바

### 쇼츠 바이 스튜던트 오브 더 스티브 티쉬스쿨 오브 필름 앤 텔레비전
- 하가르 - 숄리 멜러메드 외 1명
- 잔 앤 지미 - 야엘 슈뮤엘로프
- 디스코 - 머탄 에쉬커나지
- 아웃 오브 키 - 아비브 지브
- 더 익스체인지 - 님로드 레이프
- 퀄리티 타임 - 오메르 벤 데이비드
- 커즌스 - 미할 하기아그
- 파워 라인스 - 샤니 에고진
- 메도우 - 킬 코브쉬
- 엠티 스페이스즈 - 벤 지브
- 패밀리 픽쳐 - 뱃-사아 라비브
- 아이 멧 유 온 마이 웨이 투 더 세메테리 - 조니 두브
- 리틀 나이트 머더 - 마이클 엔도 웰

### 아트-코레
- 요선 - 장권호
- 더 포트레이츠 - 디알 비쥬쿠마르 다모다란
- 타임 테오레마 - 안드레스 카이저
- 후포 - 메흐디 가잔파리

### 식스 이지 피스
- 엔서 - 레오니드 그리구르코
- 토얀스 마더 - 보리스 베덴스키
- 그리에그스 클라우드 - 젤레나 피로고바
- 파이브 미닛츠 투 러브 - 율리아 트로피모바
- 덕 - 안톤 그라치요프

### 안드레이 콘찰로프스키 기념
- 신 - 안드레이 콘찰롭스키
- 안드레이 루블료프 - 안드레이 타르코프스키

### 베리 빅 시네마
- 카, 바이올린 앤 블롯 더 도그 - 롤랜 비코브
- 워 앤 피스 - 세르게이 본다르추크
- 더 헤드리스 홀스맨 - 블라디미르 빈슈톡
- 로얄 레가타 - 유리 출류킨
- 원 데이, 더 나일 - 유세프 샤힌
- 더 언포겟터블 - 율리아 솔란트세바
- 고야 - 콘라트 볼프
- 더 스타스 오브 더 데이 - 이고르 탈란킨
- 더 인챈티드 데스나 - 율리아 솔란트세바
- 더 스토리 오브 더 플레이밍 이어스 - 율리아 솔란트세바
- 나이츠 오브 페어웰 - 진 드리빌
- 차이콥스키 - 이고르 탈란킨
- 프린스 이고르 - 로만 티코미로프

### 애니메이션 유니버스
- 오디노노 - 인빈서블 - 패벌 에거로브
- 밥 스핏 - 위 두 낫 라이크 피플 - 케사르 카브랄
- 린, 매직 파우더 - 레오 딘
- 언더 더 보디 트리 - 박수빈 외 3명
- 해가 뜨는 원리 - 예 송
- 타리 - 이스마일 파미 루비쉬
- 스패로우 첰 - 페트르 자크레프스키
- 엔터 더 버드맨 - 로만 사파로브
- 잭도우 - 아나스타샤 리로베츠
- 브라이트 소울스 - 아나스타샤 즈하쿨리나
- 웨어 유 빌롱 - 폴리나 다닐로바
- 더즌스 오브 노스 - 야마무라 코지
- 더 이어 오브 더 라디오 - 사무엘 키쉬
- 트레이스 오브 어 버터플라이 - 수 란
- 와일드 네이버스 - 다리아 지미나
- 윈터 이브닝 - 폴리나 표도로바
- 샤인 온 어즈 - 쟝샹이엔
- 올드 하우스 - 에브게니아 카지카노바
- 더 다크 사이드 - 슬라바 우샤코프
- 런 누키!: 댄싱 위드 더 문 - 피터 줄리아
- 내 이름은 말룸 - 루이자 코페티
- MISSING BLUE DOT - seo-yoon jeong 외 3명
- GETTING OUT OF ZERO SCORE - you-bin jung 외 3명

### 더 송 오브 인디언 로드
- 대도시 - 사티야지트 레이
- 더 히어로 - 사티야지트 레이
- 더 새인트 - 사티야지트 레이
- 더 엘리펀트 갓 - 사티야지트 레이
- 카워드 - 사티야지트 레이
- 차룰라타 - 사티야지트 레이